# Pavel Tonkov
Pavel Tonkov est un  ancien coureur cycliste russe. Il est né le 9 février 1969 à Ijevsk. Après de brillants débuts en amateur pour les couleurs de l'Union soviétique, il passe professionnel en 1992 dans l'équipe Russ-Baikal, avant de rejoindre la Lampre. Très bon grimpeur, mais aussi bon rouleur, il fut avant tout un spécialiste des courses à étapes.

## Biographie
Pavel Tonkov nait le 9 février 1969 à Ijevsk, en Oudmourtie.
Sa principale victoire fut le Tour d'Italie 1996 (2e en 1997 et 1998). Le Tour d'Italie restera sa course fétiche car il y a été classé 9 fois dans les 10 premiers en 11 participations. Le Giro fut marqué durant les années 1990 par sa rivalité avec Marco Pantani.
À noter aussi son bras d'honneur à la caméra contre les journalistes à la suite de sa victoire lors de la 17e étape du Tour d'Italie 2004.
En 1995, il devient le premier Russe à inscrire son nom au palmarès du Tour de Suisse.
En revanche, il n'a jamais réussi à faire de bons résultats au Tour de France où en trois participations, il a à chaque fois abandonné.
Il arrête sa carrière en 2005. Alors dans l'équipe LPR, il remporte ses deux dernières victoires, la 1re étape et le classement général de la Clásica de Alcobendas.

## Palmarès

### Palmarès amateur
- 1987
  -  Champion du monde sur route juniors
  -  Champion d'URSS sur route juniors
  -  Médaillé d'argent du championnat du monde de contre-la-montre par équipes juniors
- 1988
  - Tour de Hesse :
    - Classement général
    - 1re étape

  - 2e du Tour de Yougoslavie
- 1989
  -  Champion d'URSS du contre-la-montre en duo (avec Oleg Polovnikov)
  - Ronde du Pays basque
  - Tour de Slovaquie :
    - Classement général
    - 4e et 7e étapes

  - Tour du Poitou-Charentes :
    - Classement général
    - 2e étape (contre-la-montre)

  - 4e étape du Tour du Loir-et-Cher
  - Duo normand (avec Romes Gainetdinov)
  - 3e de Redon-Redon
- 1990
  - 7ea étape de la Course de la Paix (contre-la-montre)
  - 6e étape de la Milk Race
  - 3e du Tour des régions italiennes
- 1991
  - Tour du Chili :
    - Classement général
    - 8ea (contre-la-montre) et 9e étapes

  - 2e du Tour de Slovaquie

### Palmarès professionnel
| - 1992 - Classement du meilleur jeune du Tour d'Italie - Semaine bergamasque : - Classement général - 1re et 8e étapes - 7e du Tour d'Italie - 1993 - Classement du meilleur jeune du Tour d'Italie - 4e étape du Tour de Suisse - 5e du Tour d'Italie - 5e du Tour de Suisse - 9e du Tour de Romandie - 1994 - 2e étape de la Semaine bergamasque - 1re étape du Grand Prix du Midi libre - 2e du Grand Prix du Midi libre - 3e de la Semaine bergamasque - 4e du Tour d'Italie - 8e du Tour de Romandie - 1995 - Tour de Suisse : - Classement général - 8e étape - 3e de Coire-Arosa - 6e du Tour d'Italie - 8e du Tour de Romandie - 1996 - 1re étape du Tour de Romandie - Semaine bergamasque : - Classement général - 2e, 3e et 5e étapes - Tour d'Italie : - Classement général - 13e étape - 2e du Tour des Apennins - 1997 - Tour de Romandie : - Classement général - 4e étape - 3e (contre-la-montre), 5e et 21e étapes du Tour d'Italie - Tour des Apennins - 13e et 15e étapes du Tour d'Espagne - Trofeo dello Scalatore : - Classement général - 1re épreuve - 2e du Tour d'Italie - 2e de la 3e épreuve du Trofeo delle Scalatore - 2e du Tour du Trentin - 5e du Tour de Catalogne | - 1998 - Semaine bergamasque : - Classement général - 2e et 7e étapes - 18e étape du Tour d'Italie - Tour des Apennins - 2e du Tour d'Italie - 9e du Tour de Romandie - 1999 - LuK-Cup - 2e du Tour des Apennins - 4e du Tour d'Espagne - 10e du Tour de Suisse - 2000 - 2e du Championnat de Russie sur route - 3e du Tour d'Espagne - 5e du Tour d'Italie - 10e du Tour de Catalogne - 2001 - 2e du Critérium du Dauphiné libéré - 3e de la Classique des Alpes - 2002 - 17e étape du Tour d'Italie - 5e du Tour d'Italie - 6e du Tour de Suisse - 2003 - 3e du Tour des Apennins - 2004 - 17e étape du Tour d'Italie - 2005 - Clásica de Alcobendas : - Classement général - 1re étape |  |

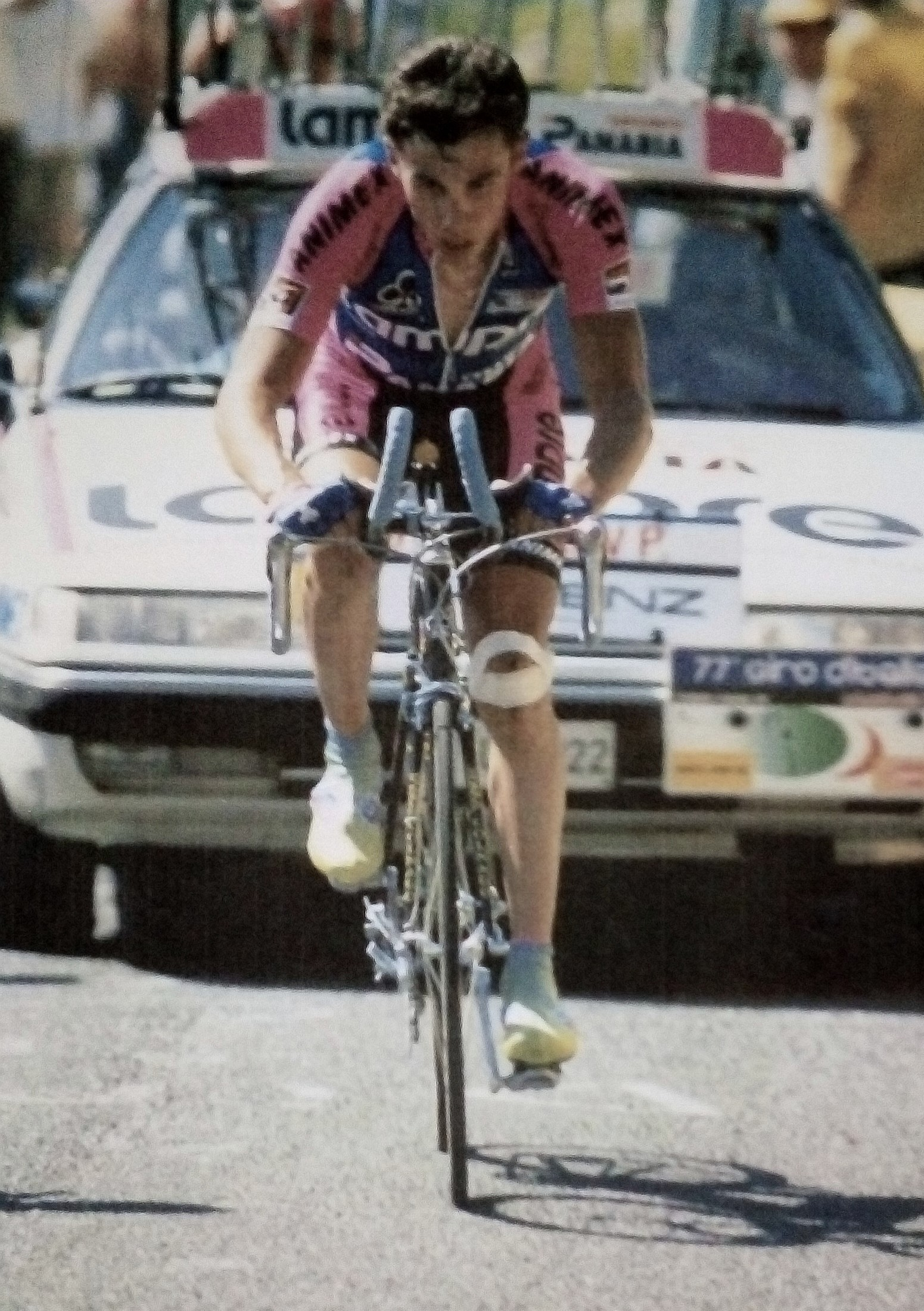
Pavel Tonkov lors de la 18e étape du Tour d'Italie 1994.

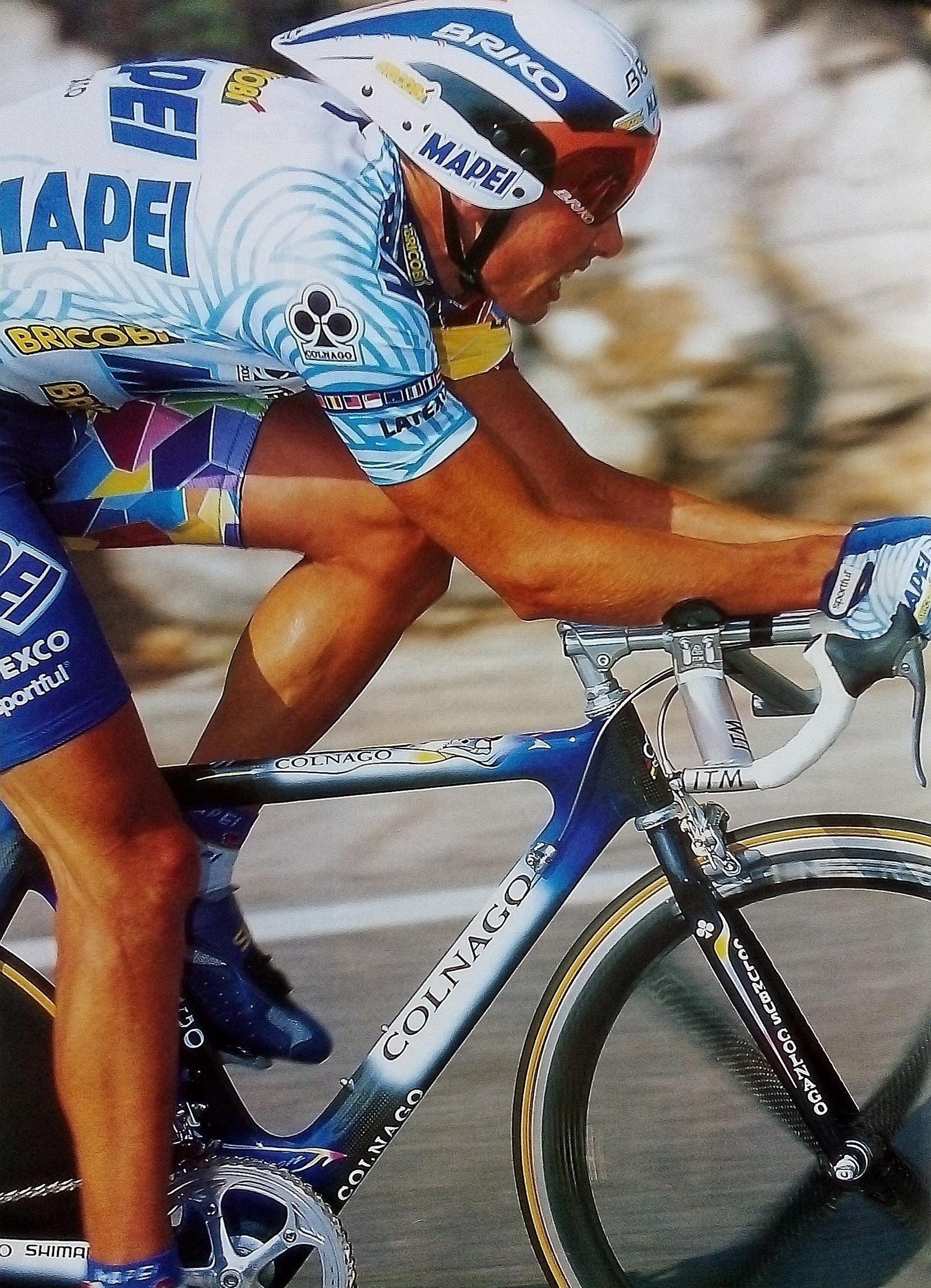
Pavel Tonkov en 1998.

### Résultats sur les grands tours

#### Tour de France
3 participations.
- 1994 : abandon (14e étape).
- 1995 : abandon (13e étape).
- 1999 : non-partant à la 17e étape.

#### Tour d'Italie
11 participations.
- 1992 : 7e du classement général et  Vainqueur du classement du meilleur jeune.
- 1993 : 5e du classement général et  Vainqueur du classement du meilleur jeune.
- 1994 : 4e du classement général.
- 1995 : 6e du classement général.
- 1996 :  Vainqueur du classement général et vainqueur de la 13e étape,  maillot rose pendant 9 jours.
- 1997 : 2e du classement général et vainqueur de 3 étapes,  maillot rose pendant 11 jours.
- 1998 : 2e du classement général et vainqueur de la 18e étape.
- 2000 : 5e du classement général.
- 2002 : 5e du classement général et vainqueur de la 17e étape.
- 2003 : abandon (14e étape).
- 2004 : 13e du classement général et vainqueur de la 17e étape.

#### Tour d'Espagne
6 participations
- 1992 : abandon
- 1997 : abandon, vainqueur des 13e et 15e étapes
- 1999 : 4e du classement général
- 2000 : 3e du classement général
- 2002 : 67e du classement général
- 2004 : abandon (11e étape)

### Classements mondiaux
| Année           | 2005 |
| --------------- | ---- |
| UCI Europe Tour | 95e  |